# Rõuge (commune)
Pour les articles homonymes, voir Rõuge (homonymie).
Cet article concerne la commune actuelle. Pour l'ancienne commune, voir Rõuge (ancienne commune).
Rõuge est une commune rurale située dans le comté de Võru en Estonie. Son chef-lieu est le bourg de Rõuge.

## Géographie
Elle s'étend sur 933 km2 à l'extrémité sud-est du pays et est frontalière de la Lettonie au sud et de la Russie au sud-est. Elle comprend les trois bourgs de Misso, Rõuge et Varstu, ainsi que 274 villages et hameaux.

## Histoire
La commune est créée en octobre 2017 lors d'une réorganisation administrative par la fusion des communes de Haanja, Mõniste, Rõuge, Varstu et d'une partie de celle de Misso.

## Démographie
Le 1er janvier 2019, la population s'élevait à 5 427 habitants.

## Sites et monuments
- Le Suur Munamägi (autrefois Großer Eierberg), le point le plus haut du pays à 318 m, est situé sur le territoire de la commune.
- Le manoir de Rogosi est un édifice du XVIIIe siècle situé dans le village de Ruusmäe.
- Le lac Hino